# Manga Aesop Monogatari
Manga Aesop Monogatari (まんがイソップ物語? lett. "Le storie di Esopo a fumetti") è un film d'animazione del 1983 diretto da Hirohisa Soda.
Il film, prodotto dalla Toei Animation e inedito in Italia, è ispirato alle favole di Esopo. Sullo stesso tema e sempre nel 1983 la Nippon Animation ha prodotto un anime in 52 episodi trasmesso in Italia con il titolo Le favole di Esopo. 

## Trama
Il Giovane Esopo è un ragazzo che ama fare scherzi, un giorno inseguito da un lupo finisce in uno strano mondo e incontra strani personaggi e animali. Con i suoi amici deve trovare un modo per ritornare nel mondo reale, affrontando vari nemici.   

## Colonna sonora
Tema di apertura
- "Itazura no Tanemaki" di Shinji Maki, Sakura Kobayashi, Koorogi '73 e The Champs

Tema di chiusura
- "Ai to Pokopoko" di Katsue Miwa e Koorogi '73